# Ledermanniella
Ledermanniella là một chi thực vật có hoa trong họ Podostemaceae.

## Loài
Chi Ledermanniella gồm các loài: